# Nathan Crumpton
Nathan Ikon Crumpton (* 9. Oktober 1985 in Nairobi, Kenia) ist ein seit 2019 für Amerikanisch-Samoa startender US-amerikanischer Multisportler, der international vor allem im Skeleton und der Leichtathletik (Sprint, Weit- und Dreisprung) aktiv ist. Daneben arbeitet er als Fotograf und Fotomodel.

## Leben
Nathan Crumpton wurde in Nairobi geboren, da sein für den United States Foreign Service arbeitender Vater zu dieser Zeit dort tätig war. Die ersten fünf Jahre seines Lebens verbrachte er dadurch in Ostafrika, danach in Genf, Harare und später auch in Canberra, bevor er nach Virginia in sein Heimatland zog und dort die High School abschloss. Crumpton studierte danach Umweltwissenschaften und Soziologie an der Princeton University. Er arbeitet unter anderem als Fotomodell – vor allem im Bereich Sport und Fitness – und präsentierte für verschiedene Fernsehsender als versierter Multisportler diverse Sportarten in kurzen Dokumentationen und Reportagen. Zudem arbeitet er als Fotograf mit einem Schwerpunkt aber keiner Ausschließlichkeit auf der Sportfotografie, hat hier schon vielfach Fotos veröffentlicht und wurde für seine Bilder auch ausgezeichnet. Insbesondere für die Universitätszeitung The Daily Princetonian arbeitete er in diesem Bereich. Für das US-Fernsehen wirkte er seit 2017 mehrfach als Co-Kommentator bei Weltcup-Rennen im Skeleton. Crumpton hat seinen Lebensmittelpunkt in Park City.
Nachdem Crumpton sich nicht mehr für die US-Nationalmannschaft im Skeleton in der Olympiasaison 2017/18 qualifizieren konnte, strebte er 2018 einen Startlandwechsel zu Amerikanisch-Samoa an. Durch seine Mutter hat er nicht nur einen chinesischen, sondern auch einen polynesischen Hintergrund. US-amerikanische Athleten mit einem solchen Hintergrund, die sich sonst nicht für Olympische Spiele qualifizieren könnten, streben immer wieder einen Start für eines der sportlich selbstständigen Außengebiete der USA in Ozeanien an. Der Wechsel wurde 2019 vollzogen. Im Zuge des Wechsels war er zur Abwicklung der Formalitäten erstmals in Amerikanisch-Samoa.
Als Kind versuchte sich Crumpton in einer großen Zahl an Sportarten, darunter Fußball, Rugby, Feldhockey, Squash und Alpin-Skifahren.

## Leichtathletik
Als Student in Princeton gehörte Crumpton dem Leichtathletik-Team der Universität an. Neben dem 100-Meter-Lauf waren der Drei- und der Weitsprung seine wichtigsten Disziplinen. Vier Jahre gehörte er der Mannschaft der NCAA Division I an. Einmal wurde er im Dreisprung in die All-Star-Mannschaft der Sportserie (All-Ivy League selection) aufgenommen, zudem ist er der drittschnellste Dreispringer in der Geschichte der Princeton University und ihr achtbester Dreispringer bei der erzielten Weite.

Crumpton (auf Bahn 2) während seines olympischen Rennens

Nachdem Crumpton unter dem Eindruck der Olympischen Winterspiele 2010 mit dem Skeletonsport begonnen hatte, legte er seine Leichtathletik-Ambitionen zunächst auf Eis. Nachdem der Traum von den Olympischen Spielen im Skeleton 2018 geplatzt war, kam die Idee auf, in der Leichtathletik für Amerikanisch-Samoa zu starten. Hier konnte sich Crumpton Hoffnungen machen als Sprinter an den Spielen teilnehmen zu können, da jedes NOK auf Wunsch einen Startplatz über 100 Meter erhalten konnte und die Konkurrenz auf den Inseln nicht sehr groß ist. Nachdem der Wechsel vom United States Olympic Committee zum American Samoa National Olympic Committee vollzogen war, erhielt Crumpton den Startplatz für die Olympischen Sommerspiele 2020 in Tokio. Zu seinem Glück waren die Trainingsabläufe für Leichtathletik und Skeleton zu einem großen Prozentsatz gleich oder ähnlich, somit war keine besondere Umgewöhnung nötig. Am 31. Juli kam er als einer der Läufer mit einer der schwächsten Qualifikationszeiten im ersten der drei Qualifizierungsläufe zum Einsatz und wurde dort in 11,27 s Letzter. Da mit Seco Camara aus Guinea-Bissau, Adrian Ililau aus Palau und Karalo Maibuca aus Tuvalu noch drei Athleten im letzten der drei Qualifikationsläufe schwächere Zeiten hatten, wurde Crumpton schließlich Viertletzter der platzierten Starter. Während der Schlussfeier der Olympischen Sommerspiele 2020 war er der Fahnenträger seines NOKs.

## Skeleton
Nachdem er 2010 mit dem Skeletonsport begonnen hatte, gab er in der Saison 2012/13 bei Rennen in Park City und Calgary sein internationales Debüt im Nordamerikacup und belegte die Ränge 11 und 16. Es dauerte fast genau zwei Jahre, bis er in der Saison 2014/15 im Rahmen des Europacups in Lillehammer erneut zu internationalen Einsätzen kam und in Norwegen 12. und 13. wurde. Er bestritt alle Saisonrennen, konnte sich aber nie besser als Rang 12 platzieren. Am Ende war er mit 176 Punkten 14. der Gesamtwertung. In der Saison 2015/16 gelang Crumpton die Qualifikation für den Skeleton-Weltcup. Abgesehen von den Rennen in Lake Placid und St. Moritz bestritt er alle Rennen der höchsten Rennserie. Sein Debüt gab er in Altenberg, wo er auf den 24. Platz fuhr. Bestes Saisonergebnis und bislang bestes Ergebnis überhaupt im Weltcup wurde ein fünfter Platz auf seiner Heimbahn in Park City. Mit 619 Punkten wurde Crumpton als zweitbester US-Amerikaner nach Matthew Antoine 16. der Gesamtwertung des Weltcups. Bei der Weltmeisterschaft 2016 in Igls wurde er als bester US-Amerikaner Achter, mit Katie Eberling, Kristen Hurley, Lanette Prediger, Nick Polonato und Cam Stones in einer gemischten US-kanadischen Mannschaft im Teamwettkampf Elfter.

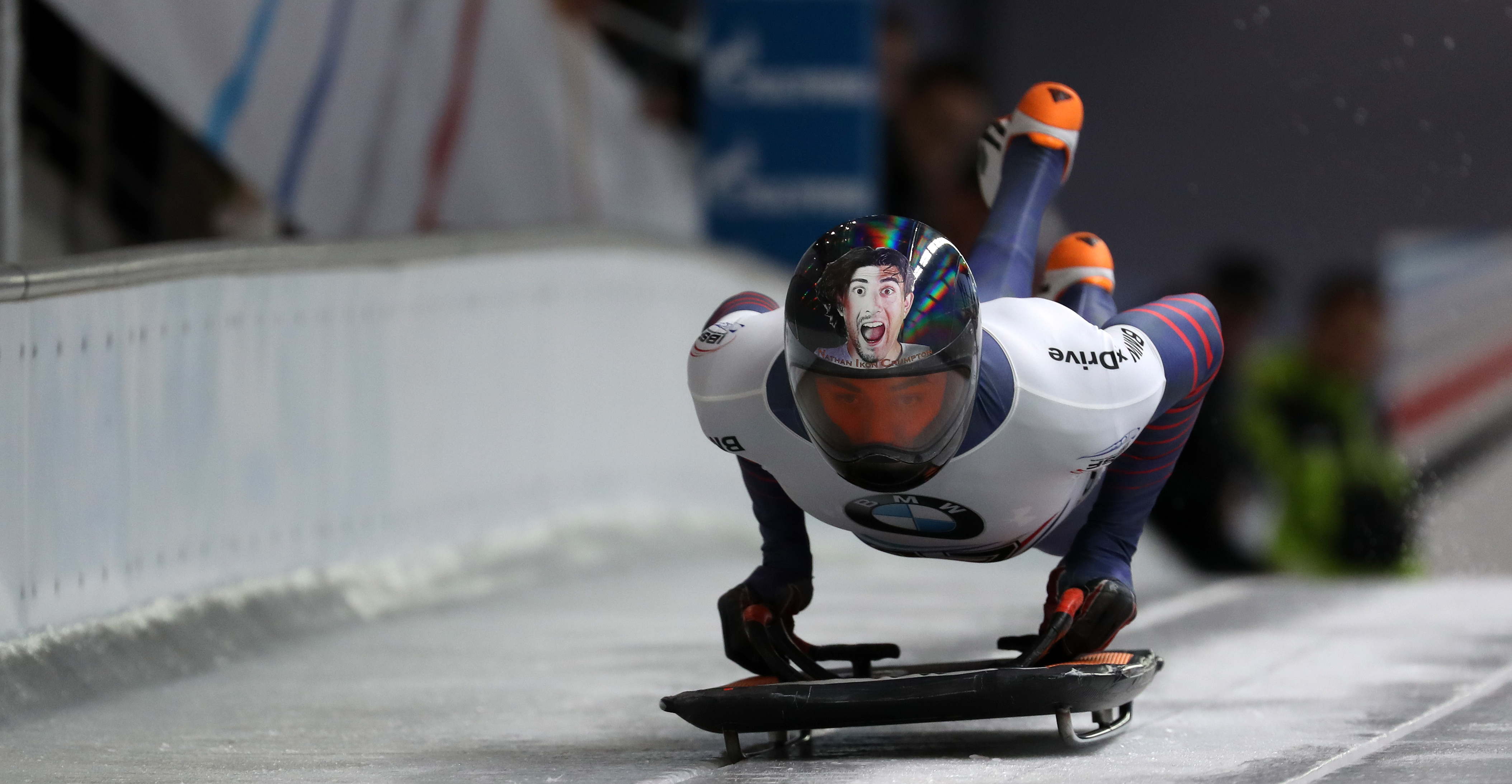
Crompton startet beim Weltcup im März 2017 in Pyeongchang

In der Saison 2016/17 betritt Crumpton alle Saisonrennen des Weltcups und platzierte sich dabei in allen Rennen auf den Rängen von zehn bis 15. Mit 1008 Punkten war er am Ende Elfter der Gesamtwertung. Bei der Skeleton-Weltmeisterschaft 2017 am Königssee wurde Crumpton zunächst mit Jamie Greubel Poser, Cherrelle Garrett, Kendall Wesenberg, Justin Olsen und Luis Moreira als Mannschaft USA II Achter, danach im Einzelrennen 18. In der olympischen Saison 2017/18 verpasste Crumpton die Qualifikation für die Weltcup-Mannschaft und kam zunächst im Intercontinentalcup zum Einsatz. Mit den Rängen neun und elf in Whistler konnte er sich nicht für das Weltcup-Team empfehlen und zeigte mit den Rängen 12 und vor allem 24 in Calgary noch schwächere Leistungen. Dennoch bekam er in Altenberg noch einmal eine Chance auf eine Olympiaqualifikation im Weltcup, konnte diese als 19. jedoch nicht nutzen. In Altenberg betritt er noch zwei Interconti-Rennen, belegte in der Gesamtwertung der Rennserie mit 374 Punkten am Ende mit Rang 14 nur einen mittleren Rang. Auch in der Saison 2018/19 bestritt er zunächst Rennen im Interconti-Cup, bekam in Sigulda dann eine weitere Chance im Weltcup, die er als 14. jedoch erneut nicht nutzen konnte. Die restliche Saison bestritt er dann weiter in der zweithöchsten Rennserie, wo er durchweg einstellige Platzierungen erreichte. Mit 536 wurde er Achter in der Gesamtwertung der Rennserie.

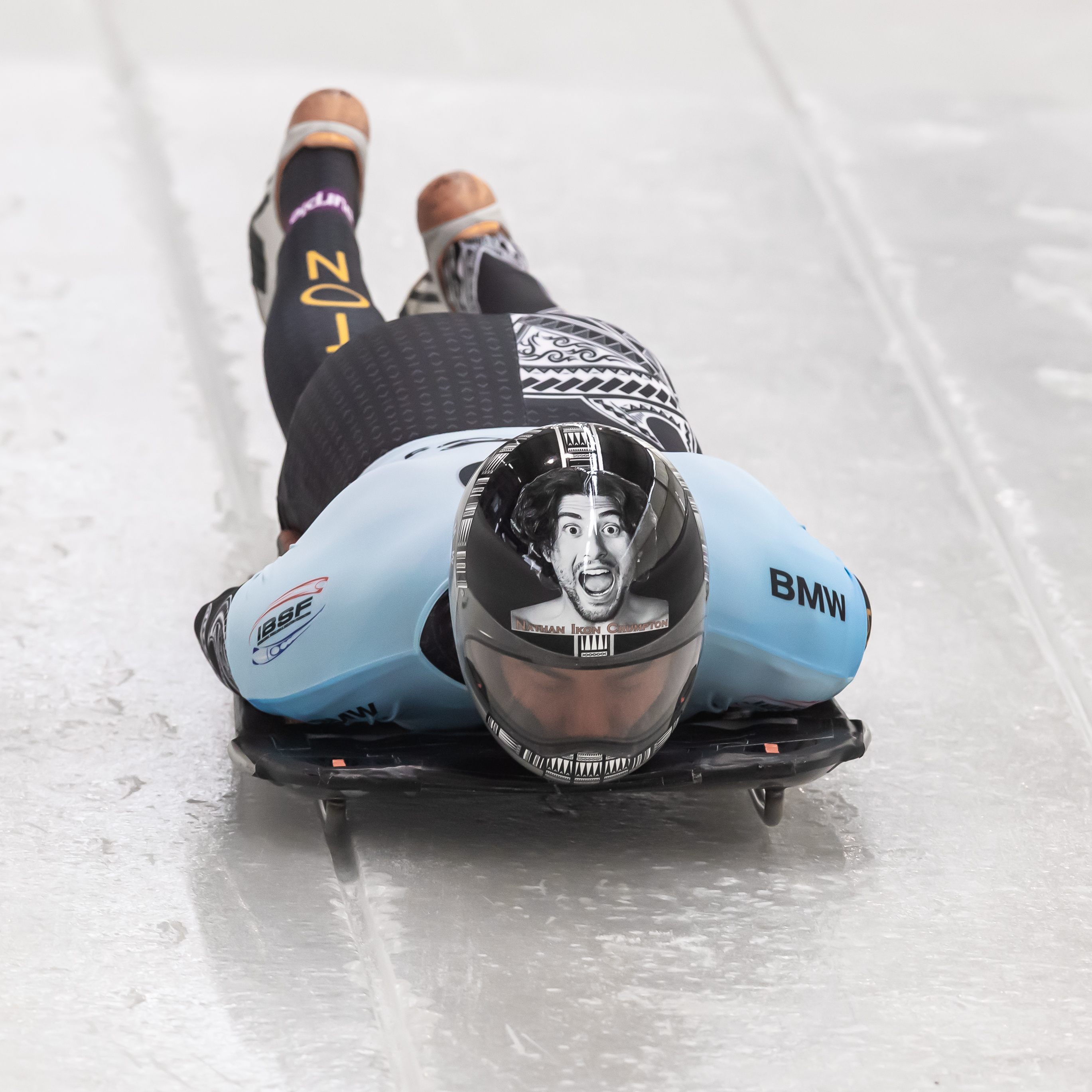
Crumpton startet bei der WM 2020

Zur Saison 2019/20 wurde der Nationenwechsel gültig. Damit musste Crumpton in der untersten, einer der beiden kontinentalen Rennserien, beginnen. Im Nordamerikacup begann er in Lake Placid mit einem zweiten Rang hinter dem Chinesen Geng Wenqiang und danach mit einem zweiten Podestplatz als Dritter hinter Yan Wengang und Martin Rosenberger an selber Stelle. Es folgten drei Rennen in Park City, die Crumpton alle gewinnen konnte, das erste Rennen zeitgleich mit dem Chinesen Zhu Haifeng. Obwohl er die drei letzten Saisonrennen in Lake Placid nicht mehr bestritt, kam er mit 345 Punkten auf den dritten Rang der Gesamtwertung und war dabei nur um einen Punkt schlechter als der Zweitplatzierte Chris Stup und hatte auch einen besseren Punkteschnitt als der spanische Sieger der Rennserie, Ander Mirambell, der wie Stup alle acht Rennen bestritten hatte. Danach wechselte er in den qualitativ höher einzuschätzenden Europacup. In Igls wurde er Siebter und Sechster, in Altenberg noch einmal Sechster und erreichte danach als Drittplatzierter hinter Felix Seibel und Vladislav Semenov zum ersten Mal in der europäischen Rennserie das Podest. Mit 173 Punkten wurde Crumpton, obwohl er nur die Hälfte der Saisonrennen bestritten hatte, 13. Für die beiden letzten Saisonrennen konnte er in Pyeongchang im Intercontinentalcup starten, wo er Fünfter und Neunter wurde. Mit 593 Punkten, die er in den unterklassigen Rennserien gesammelt hatte, wurde er 24. im FIBT-Skeleton-Ranking 2019/20, in das alle Saisonrennen aller internationalen Rennserien eingingen. Saisonhöhepunkt wurden die Weltmeisterschaften in Altenberg, bei den Crumpton auf den 18. Platz fuhr.

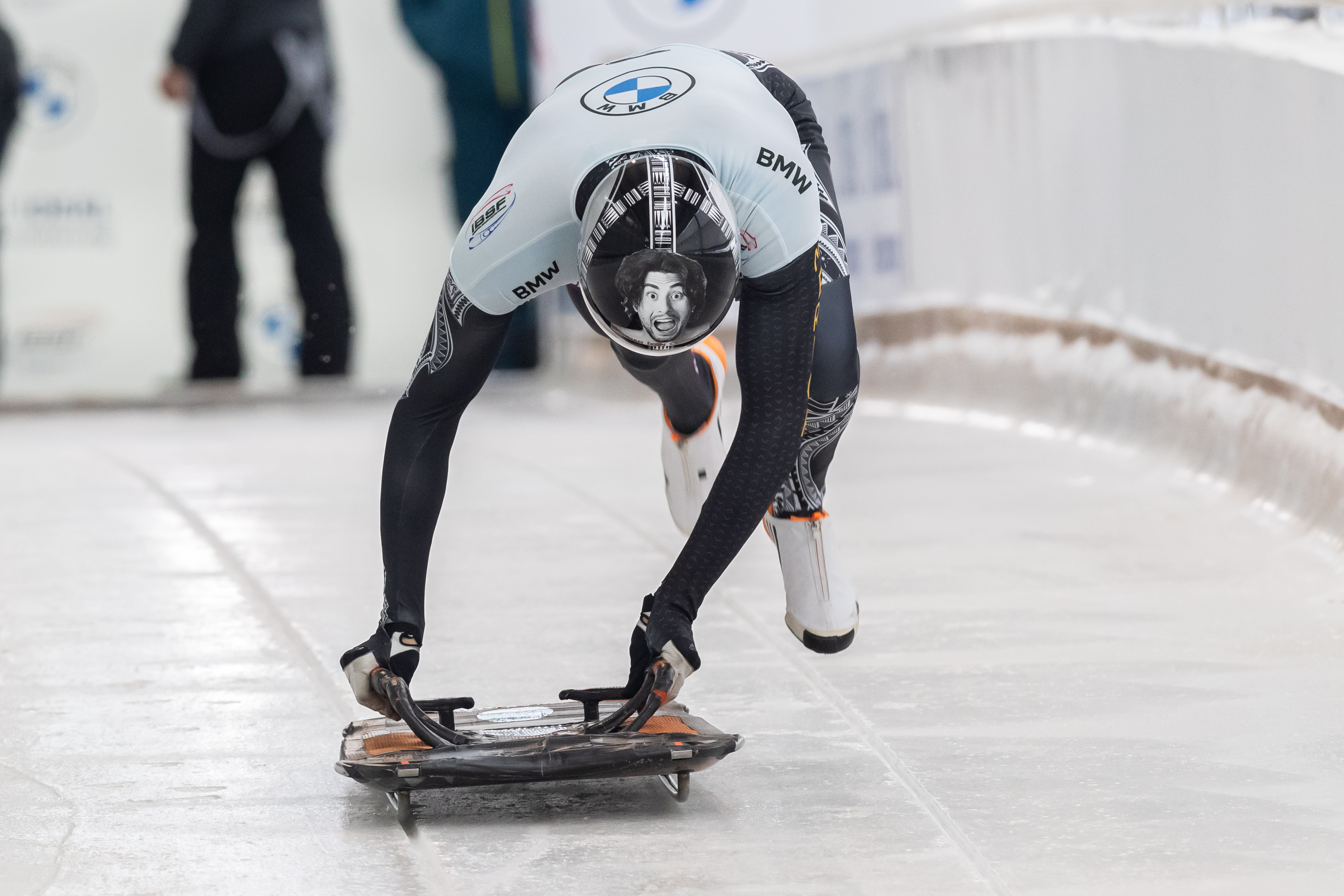
Crumpton am Start des ersten Laufes bei der WM 2021

2020/21 bestritt Crumpton sein erstes Saisonrennen in Igls im Weltcup, erreichte nach einem Sturz aber nicht das Ziel. Es folgte an selber Stelle ein 15. Platz. Danach kam er vor allem in Rennen des Europa- und Intercontinental-Cup zum Einsatz, wo er fast durchweg zu einstelligen Platzierungen kam. Nur zum Saisonfinale des Weltcups – erneut in Igls – bestritt er ein weiteres Rennen im Weltcup, in dem er den 20. Platz belegte. Im Intercontinental-Cup bestritt er alle Rennen und wurde mit 364 Punkten Gesamt-Fünfter. Bei den Bob- und Skeleton-Weltmeisterschaften 2021, die aufgrund der COVID-19-Pandemiebedingten Einschränkungen in der Saison wie im Vorjahr in Altenberg stattfand, wurde Crumpton 22.
Nachdem er bei den Sommerspielen 2020 für Amerikanisch-Samoa im Sprint antrat, war auch ein Start bei den Winterspielen 2022 im Skeleton Crumptons Ziel. Er begann die Saison 2021/22 mit mehreren Einsätzen im America’s Cup, beste Ergebnisse waren sechste Ränge in Whistler und Park City. Dazwischen nahm er in Whistler am Intercontinental-Cup an und wurde Fünfter, in Park City zweimal Sechster. Nach Einsätzen im Intercontinental-Cup in Sigulda (10.) und Altenberg (8.) startete Crumpton beim letzten Weltcup-Rennen der Saison in St. Moritz und wurde dort 24. Anschließend startete er neben Alexandra Burghardt, Ayumu Hirano und Jaqueline Mourão als einer von insgesamt nur vier Teilnehmern zum zweiten Mal innerhalb weniger Monate bei seinen nächsten Olympischen Spielen, nach Tokio nun in Peking. Die Qualifikation zu den Spielen gelang ihm relativ problemlos. Bei der Eröffnungsfeier war er als einziger Starter seines Landes auch der Fahnenträger, wo er mit freiem Oberkörper in der Pekinger Kälte für Aufsehen sorgte. Bei den Wettkämpfen im Yanqing National Sliding Center konnte er sich nach dem dritten Lauf als einer der besten 20 der 25 Starter für den letzten Lauf qualifizieren und wurde am Ende 19.